# 盖蒂家族
盖蒂家族（Getty Family）是美国一個極為富有的家庭，财富来源于其20世纪初的石油生意，乔治·盖蒂和其子J·保罗·盖蒂是家族元老。盖蒂家族父系一支是移居美国的蘇格蘭和愛爾蘭后裔并且信奉循道宗，他们的祖先从现称为伦敦德里郡移居至美国。 包括小约翰·保罗·盖蒂在内的几个家族成员一直居住在英格兰。盖蒂家族是宾夕法尼亚州盖茨堡创始人塞缪尔·蓋茨家族的远亲。
乔治·盖蒂在于1904年成为石油生意人前曾是一名律师。他婚后育有一子，襁褓中的女儿在明尼阿波利斯死于流感。他将钱借给儿子J·保罗·盖蒂投资于油井。1942年保罗创立了盖蒂石油。

## 家族成员
家族成员包括：
- 乔治·盖蒂（英语：George Getty）（1855年–1930年）：美国律师，娶莎拉·凯瑟琳·麦克弗森·里舍（1852年-1941年），育1子
  - J·保罗·盖蒂（1892年–1976年）：富有的美国实业家及盖蒂石油公司（英语：Getty Oil）创始人，5段婚姻，育有5子 
    - 乔治·盖蒂二世（1924年–1973年）：第一任妻子珍妮特·德蒙特所生，娶格洛丽亚·戈登（1951年，1967年离婚），娶杰奎琳·赖尔登（1971年）
      - 安妮·凯瑟琳·盖蒂·埃尔哈特（生于1952年）：嫁约翰· 埃尔哈特
        - 莎拉·埃尔哈特

      - 克莱尔·尤金妮亚·盖蒂·佩里（生于1954年）：嫁N·马佐塔（离婚），嫁N·佩里
        - 博·毛里齐奥·乔治·盖蒂-马佐塔（生于1979年）
        - 拜伦·佩里
        - 萨默塞特·佩里
        - 塞巴斯蒂安·佩里

      - 卡洛琳·玛丽·盖蒂（生于1957年）

    - 简·罗纳德·盖蒂（生于1929年）：第三任妻子阿尔多芬·贺穆勒所生，娶卡琳· 希波（1964年）
      - 克里斯多夫·罗纳德·盖蒂（生于1965年）：1992年娶皮娅·米勒（英语：Pia Getty）
        - 伊莎贝尔·盖蒂
        - 罗伯特·马克西米利安·盖蒂
        - 康拉德·盖蒂

      - 斯蒂芬妮·玛丽·盖蒂（生于1967年）：嫁亚历山大·韦伯尔
        - 玛丽特蕾莎·韦伯尔（Marietherese Waibel）
        - Robert Maximilian Getty
        - Sigourney Waibel
        - Vanesa Waibel

      - 塞西尔·卡琳·玛格丽塔·盖蒂（生于1970年）
      - 克里斯蒂娜·特蕾泽·盖蒂（生于1975年）

    - 小约翰·保罗·盖蒂（英语：John Paul Getty, Jr.）（1932年–2003年）：第四任妻子安·洛克所生，娶吉尔· 哈里斯（1956年，1964年离婚），娶塔丽莎·波尔（1966年，1971年去世），娶维多利亚· 霍尔兹沃思（1994年）[3]
      - 约翰·保罗·盖蒂三世（英语：John Paul Getty III）（1956年–2011年）：小约翰·保罗·盖蒂和阿比盖尔·哈里斯之子，娶吉赛尔·马琳·扎克尔（1974年）
        - 巴萨扎·盖蒂（生于1975年）：美国演员，小约翰·保罗·盖蒂三世之子，娶罗塞塔·米林顿（2000年）
          - 卡西乌斯·保罗·盖蒂
          - 格蕾丝·盖蒂
          - 维奥莱·盖蒂
          - 琼·凯瑟琳·盖蒂

      - 艾琳·盖蒂（生于1957年）：保罗·盖蒂和阿比盖尔·哈里斯之女，嫁克里斯多夫威尔丁
        - 迦勒·威尔丁
        - 安德鲁·威尔丁

      - 马克·盖蒂（英语：Mark Getty）（生于1960年）：盖帝图像创始人，保罗·盖蒂和阿比盖尔·哈里斯之子，娶多弥蒂拉·哈丁（1982年）
        - 亚历山大·盖蒂
        - 约瑟夫·盖蒂
        - 朱利叶斯·盖蒂

      - 阿丽雅德妮·盖蒂（生于1962年）：保罗·盖蒂和阿比盖尔·哈里斯之女，嫁贾斯丁·威廉姆斯
        - 娜塔莉亚·威廉姆斯
        - 奥古斯特·威廉姆斯

      - 塔拉·加百利·盖蒂（生于1968年）：保罗·盖蒂和塔丽莎·波尔（英语：Talitha Getty）之子

    - 戈登·盖蒂（英语：Gordon Getty）（生于1934年）：第四任妻子安·洛克所生，娶安·吉尔伯特(1964年)
      - 小戈登·皮特·盖蒂（生于1965年）
      - 安德鲁·洛克·盖蒂（1967年-2015年）
      - 约翰·吉尔伯特·盖蒂（生于1968年）
        - 艾薇·盖蒂

      - 威廉·保罗·盖蒂（生于1970年）：娶瓦内萨·贾曼
      - 尼科莱特·盖蒂：辛西娅·贝克所生
      - 肯达丽·盖蒂：辛西娅·贝克所生
      - 亚历山德拉·盖蒂：辛西娅·贝克所生

    - 蒂莫西·威尔·盖蒂（1946年–1958年）：第五任妻子路易斯·达德利·林奇

## 文献目录
- Glassman, Bruce; John Paul Getty: Billionaire Oilman, Blackbirch Press, 2001, ISBN 1-56711-513-6
- Pearson, John; Painfully Rich: The Outrageous Fortune and Misfortunes of the Heirs of J. Paul Getty, St. Martin's Press, 1995, ISBN 0-312-13579-3
- Getty's Secret Double Life （页面存档备份，存于）